# Wolf-Dietrich von Witzleben
Wolf-Dietrich von Witzleben (* 19. April 1886 in Oels; † 11. Januar 1970) war ein deutscher Unternehmer. Er war zuletzt bis 1966 Aufsichtsratsvorsitzender der Siemens & Halske AG und der Siemens-Schuckertwerke AG, der beiden Stammgesellschaften des späteren Siemens-Konzerns.

## Herkunft und Ausbildung
Witzleben entstammte dem Thüringer Uradelsgeschlecht von Witzleben. Er war der Sohn des Karl-Ludwig von Witzleben (1853–1900) und dessen Frau Emilie Louise, geb. Knopff (1853–1936). Witzleben hatte eine kaufmännische Ausbildung absolviert, war danach aber Berufsoffizier und nahm als solcher am Ersten Weltkrieg teil. Nach dem Krieg studierte er Volkswirtschaftslehre und promovierte 1926. Bereits während seines Studiums war er für die Siemens & Halske AG tätig, wo seine Arbeitsschwerpunkte von Anbeginn im Bereich der Personal- und Sozialpolitik lagen.

## 1933 bis 1945
Zwischen 1927 und 1941 leitete er das Büro von Carl Friedrich von Siemens, dessen engster Mitarbeiter und Vertrauter er dadurch wurde. Im Jahr 1930 übernahm er als Nachfolger von Hermann Görz zusätzlich die Leitung des Personalreferats und damit die Verantwortung für über 100.000 Beschäftigte. Von Witzleben nahm am Geheimtreffen vom 20. Februar 1933 in Hermann Görings Amtssitz im Reichstagspräsidentenpalais teil, in dem es um die Finanzierung des Wahlkampfes der NSDAP ging. 1934 erhielt er die Ernennung zum stellvertretenden, 1939 die Ernennung zum ordentlichen Vorstandsmitglied der beiden Siemens-Stammgesellschaften. Gleichzeitig war er Aufsichtsrat bei der Siemens Planiawerke AG für Kohlenfabrikate in Berlin. Als Vorstandsmitglied für das Ressort Personal war er auch für den Einsatz ausländischer Arbeitskräfte („Fremdarbeiter“ und Kriegsgefangener), zur Zwangsarbeit verpflichteter deutscher Juden und von Häftlingen aus Konzentrationslagern verantwortlich. Außerdem war er für die Berliner Werke Chef des Werkschutzes. des Luftschutzes und der politischen Abwehr. Im Mai 1945 übernahm er den Vorstandsvorsitz beider Häuser.
 Von Witzleben trat der NSDAP nicht bei. Er wurde aber nach 1945 vor allem von Vertretern der SED in ihren Auseinandersetzungen mit der SPD aufgrund seiner bisherigen beruflichen Funktionen als „Faschist“ bezeichnet. Diesem Vorwurf steht entgegen, dass von Witzleben in seiner Eigenschaft als Administrator und später als Erbadministrator der Stiftung Klosterschule Roßleben, aus der mehrere Mitglieder des Widerstands vom 20. Juli 1944 stammten, verhindert hatte, dass diese Klosterschule in eine Nationalpolitische Erziehungsanstalt umgewandelt wurde.

## Nach 1945
Nach dem Ende des Zweiten Weltkrieges wurde Witzleben wegen seiner Tätigkeit im Dritten Reich mehrfach für jeweils kurze Zeit verhaftet. Zunächst erfolgte seine Entlassung aus dem Vorstand bei Siemens, Anfang April 1947 nahm er aber die Tätigkeit als Vorstandsvorsitzender bei Siemens wieder auf, nachdem eine Urabstimmung des Werksangehörigen eine knappe Mehrheit für ihn ergeben hatte, sich auch Betriebsräte mit Mitgliedschaft in der SED zu seinen Gunsten ausgesprochen hatten und die Entnazifizierungskommission in Spandau ihn lediglich als „Mitläufer“ eingestuft hatte. Zwar protestierten daraufhin die Stadtverordnetenversammlung von Berlin und Teile des Betriebsrats gegen die Wiedereinsetzung als Vorstandsvorsitzender, doch die britische Militärregierung revidierte weder den Entscheid der Kommission noch die Berufung in den Vorstand. Dieses Amt bekleidete  er bis 1949. Sein Nachfolger als Vorstandsvorsitzender war Ernst von Siemens. Witzlebens Verdienst war der Wiederaufbau des Unternehmens und die Verlagerung des Konzernschwerpunktes von Berlin in die neuen Standorte München, Nürnberg und Erlangen. Darüber hinaus hat er in seiner Funktion als Personalvorstand die Aus- und Weiterbildung sowie die Qualifizierung von Führungsnachwuchs neu gestaltet. Witzleben war Mitbegründer der Baden-Badener Unternehmergespräche und Präsident des Deutschen Instituts zur Förderung des industriellen Führungsnachwuchses.

## Ehrungen
Während der Zeit des Nationalsozialismus erhielt von Witzleben das Kriegsverdienstkreuz I. und II. Klasse und wurde zum Wehrwirtschaftsführer ernannt.
Zu seinem 70. Geburtstag wurde 1956 unter seiner Mitarbeit die „Wolf-Dietrich von Siemens-Stiftung“ gegründet, zu deren Aufgaben Seminare für Führungskräfte der unteren, mittleren und oberen Rangstufen gehörten.
Vom Witzlebenschen Familienverbande wurde er zum Ehrenvorsitzendem ernannt.

## Familie
Wolf-Dietrich heiratete am 4. Juni 1914 in Wanzleben Isabella Kühne (* 7. September 1892; † 4. April 1985) und hatte mit ihr folgende Kinder:
- Edelgarde (1915–2007) ⚭ 1935 Gisbert Kley (1904–2001), Oberregierungsrat, arbeitete später mit seinem Schwiegervater auch bei Siemens
- Irene (1916–2013) ⚭ 1937 Konrad Honig (1909–2003)
- Hartmann (1918–1941), gefallen
- Isabella (1920–2011) ⚭ 1944 Louis-Ferdinand Bennecke (1916–1945), gefallen
- Dorothea (1924–1944), verunglückt (Stromschlag)